# Leônidas Pires Gonçalves
Leônidas Pires Gonçalves GCA (Cruz Alta, 19 de maio de 1921 — Rio de Janeiro, 4 de junho de 2015) foi um general-de-exército brasileiro, ministro do Exército durante o governo José Sarney.

## Carreira militar

### Oficial
Leônidas Pires Gonçalves era filho de Antônio José Pires Gonçalves e de Rute Dumoncel Gonçalves. Concluiu o 1º grau no Ginásio Anchieta, na sua cidade natal. Sentou praça na Escola Militar do Realengo, no Rio de Janeiro, em abril de 1939. Graduou-se aspirante-a-oficial de artilharia em 1942, indo servir no 6° GMAC, na cidade de Rio Grande, Rio Grande do Sul.
Integrou o contingente de cerca de 2 mil homens que fizeram a guarnição do litoral sul do Brasil durante a Segunda Guerra Mundial. Foi promovido a segundo-tenente em abril de 1943, a primeiro-tenente em junho de 1944, e a capitão em novembro de 1947.
Entre fevereiro de 1949 e dezembro de 1951, fez o curso da Escola de Estado-Maior (EEM), sendo o primeiro colocado de sua turma. Em função disso, recebeu a Medalha Marechal Hermes de prata dourada com uma coroa. Ascendeu a major em dezembro de 1952 e em abril de 1953 foi nomeado instrutor da EEM.
Em 1955, assumiu o comando do I Grupo do 6º Regimento de Artilharia 75 Autorrebocado, em Cruz Alta. Posteriormente, voltou a ser instrutor da Escola de Comando e Estado-Maior do Exército (ECEME). De fevereiro a setembro de 1961, foi adjunto do Gabinete Militar da Presidência da República. Em agosto de 1961, foi promovido a tenente-coronel.
Em julho de 1962, foi designado para servir na 3ª Seção do Estado-Maior do Exército (EME). Após frequentar, entre agosto e novembro, o curso e o estágio de guerra e anticomunismo, em dezembro tornou-se membro da comissão encarregada de rever a legislação sobre promoções de oficiais. No início de 1964, ainda servia no EME, sob a chefia do General Humberto de Alencar Castello Branco, um dos líderes do movimento político-militar que derrubou o presidente João Goulart, e que depois se tornou presidente da República.

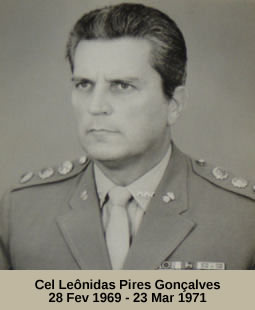
Retrato do então coronel Leônidas, comandante do 2º Regimento de Obuses

Em seguida, acompanhou o General Orlando Geisel na 1ª Divisão de Infantaria, na Vila Militar do Rio de Janeiro, como chefe da 3ª Seção.
Entre julho de 1964 a novembro de 1966, foi adido militar junto à embaixada do Brasil na Colômbia, sendo promovido a coronel em agosto de 1966. Em abril de 1967, foi novamente nomeado instrutor da ECEME.
Comandou o 2º Regimento de Obuses - Regimento Deodoro, em Itu, entre 28 de fevereiro de 1969 e 23 de março de 1971.
Em abril de 1972, foi nomeado para chefiar o Quartel Regional/9, em Campo Grande, onde permaneceu nesse comando até julho de 1973, quando se tornou subcomandante e subdiretor de ensino da ECEME.

### Oficial General
Em março de 1974, foi promovido a general-de-brigada e nomeado chefe do Estado-Maior do I Exército, no Rio de Janeiro, onde permaneceu até janeiro de 1978. Em seguida, foi nomeado comandante da 4ª Brigada de Infantaria, em Belo Horizonte, cargo que exerceu de 16 de fevereiro de 1978 a 4 de maio de 1979.

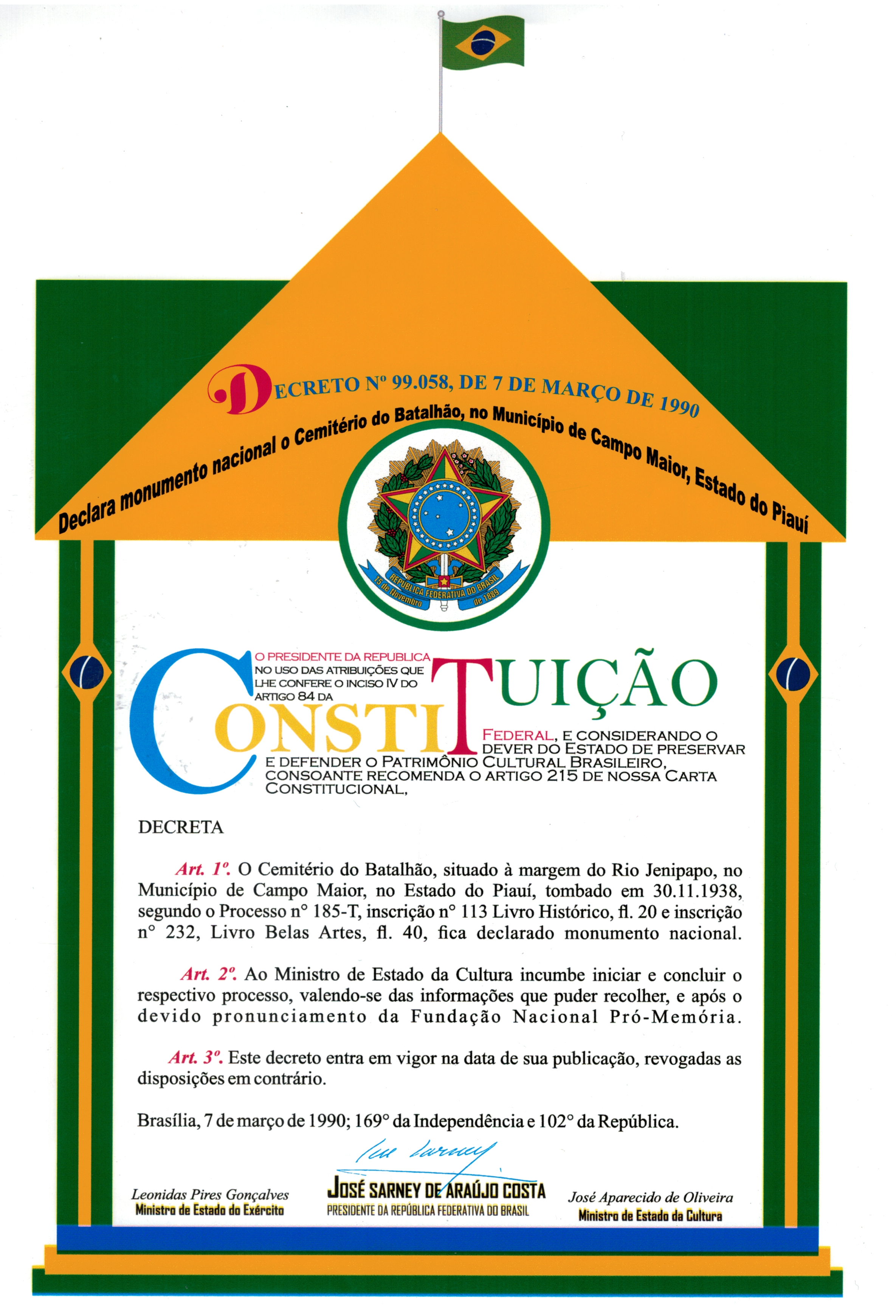
Decreto de declaração de um monumento nacional que assinou como Ministro do Exército.

Em março de 1979, foi promovido a general-de-divisão, sendo designado para a chefia da Diretoria de Obras e Cooperação, em Brasília.
Foi Comandante Militar da Amazônia, entre 21 de maio de 1980 e 29 de janeiro de 1982. Em seguida, foi vice-chefe do Estado-Maior do Exército.
Em julho de 1982, foi promovido a general-de-exército. Por ocasião de sua promoção, chegou a ser citado como um dos prováveis candidatos à sucessão do general João Batista Figueiredo na Presidência da República. Ainda em agosto, ao assumir o cargo de Secretário de Economia e Finanças do Exército, declarou que a democracia “é uma tarefa sem fim e um objetivo da Revolução de março de 1964”, e que tinha um compromisso com a abertura política. Contestando afirmações de que houvera um desvio na revolução e de que os militares decidiram apoiar a abertura porque foram pressionados, declarou que “a revolução nunca perdeu sua direção geral, e a abertura é um compromisso nosso”.
No período de 23 de dezembro de 1983 a 8 de março de 1985, foi Comandante do III Exército, em Porto Alegre. Em seu discurso de posse, o general Leônidas apontou a preservação da soberania e a guarda das instituições nacionais como “missões especiais” do Exército. Para desempenhá-las, seria preciso profissionalizar-se cada vez mais.

## Ministro do Exército

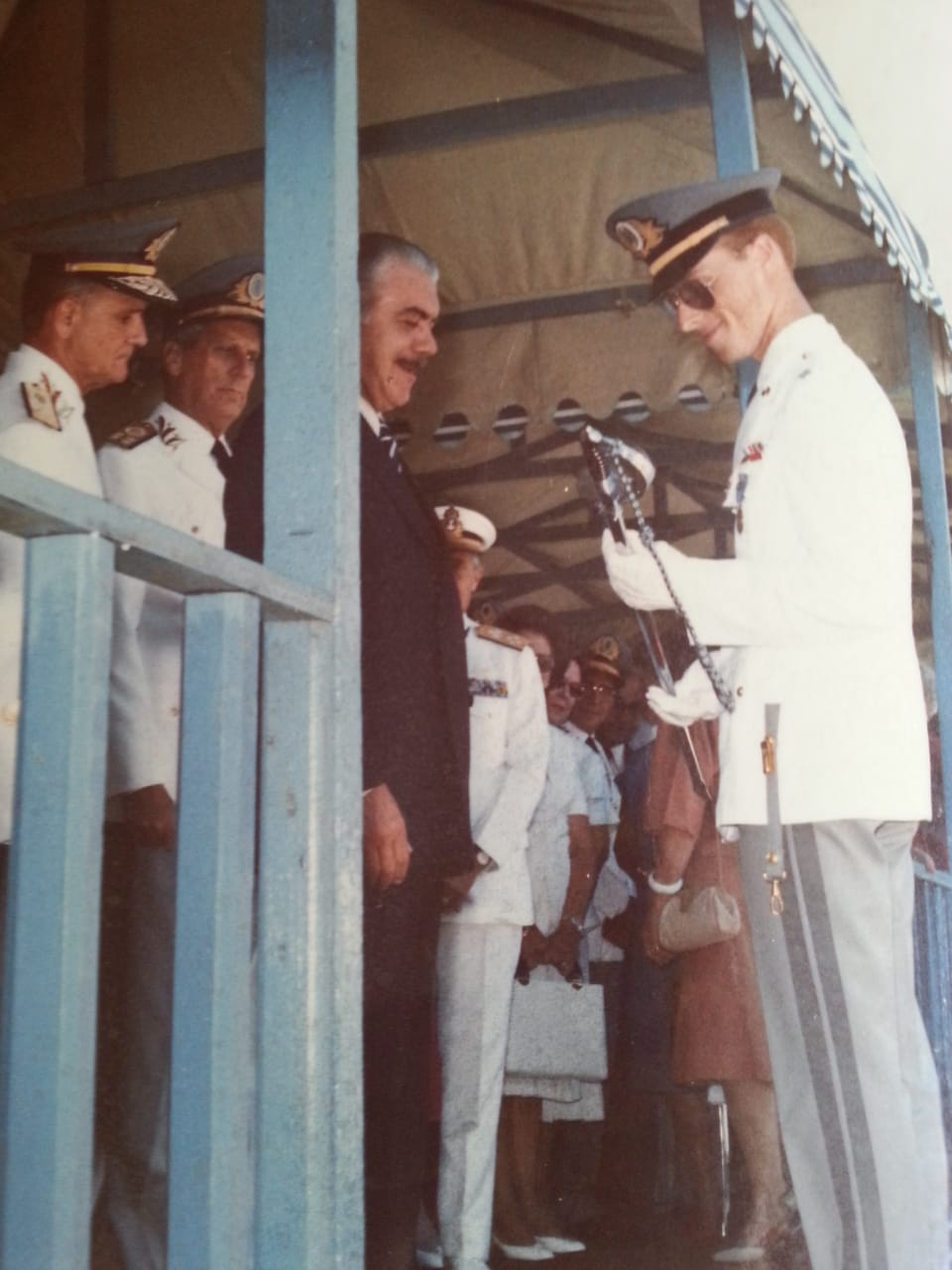
Presidente Sarney e ministro Leônidas, ao fundo, na entrega da espada ao primeiro colocado da Academia Militar das Agulhas Negras, em 7 de dezembro de 1985.

Tancredo Neves o designou para ser seu ministro do Exército. Após a morte de Tancredo, assumiu o cargo em março de 1985 e permaneceu à frente do ministério durante os cinco anos do governo de José Sarney. Com a morte de Tancredo, foi quem garantiu a posse de seu vice, José Sarney, contrapondo-se ao que desejavam certos setores do exército, que pretendiam dar posse ao Presidente da Câmara dos Deputados, Ulysses Guimarães.
"Quem assume é o Sarney". "Imediatamente, Ulysses concorda, para surpresa de Simon. (…) Ulysses também retorna ao Congresso Nacional. Ali, Simon lhe pergunta porque aceitara tão rapidamente a tese de Leônidas. O Sarney chega aqui ao lado do seu jurista. Esse jurista é o ministro do Exército. Se eu não aceito a tese do jurista, a crise estava armada’’" (Ulysses Guimarães).
O episódio já foi lembrado em diversas entrevistas do general. Uma das mais detalhadas foi para os jornalistas Hélio Teixeira e Rose Arruda, autores de uma biografia sobre o governador paranaense José Richa.
Leônidas atuou ativamente junto a Assembleia Nacional Constituinte de 1987. Em uma entrevista anos depois, quando perguntando sobre sua avaliação do processo como um todo e a Constituição resultante, respondeu:
Eu me considerei um grande colaborador da Constituinte. nas minhas leituras sobre Direito Constitucional, eu encontrei uma citação do Sólon, da Grécia. Consta que perguntaram a ele qual era a melhor Constituição que existia e ele respondeu: "Diga-me primeiro para que povo e para que época." A Constituição não saiu como a gente queria — mas foi a Constituição para o nosso povo e para a nossa época. Ela não presta, em termos, porque nós também não prestamos, em termos. Foi a Constituição possível. em entrevista a Luiz Maklouf Carvalho
Na mesma entrevista, contou ainda um episódio divertido, acontecido quando manifestantes jogaram moedas nos constituintes a partir das galerias do Congresso. De brincadeira, Leônidas ligou para Ulysses e perguntou: "Estou vendo que o senhor está meio apertado aí. Precisa que eu mande a Força?".
Em maio de 1985, advertiu os militares de que eles só deveriam fazer comentários sobre assuntos técnicos e administrativos de seus respectivos setores, evitando falar sobre política. Essa declaração foi um nítido recado ao ex-ministro do Serviço Nacional de Informações, então comandante Militar da Amazônia, general Otávio Aguiar de Medeiros, que ao ser indagado a respeito de sua opinião sobre a maneira como o governo vinha conduzindo as negociações entre grevistas e patrões, respondera que “cacete não é santo, mas faz milagres”. O Ministro expressou ainda suas preocupações com as greves existentes no país, principalmente devido aos seus reflexos na economia.

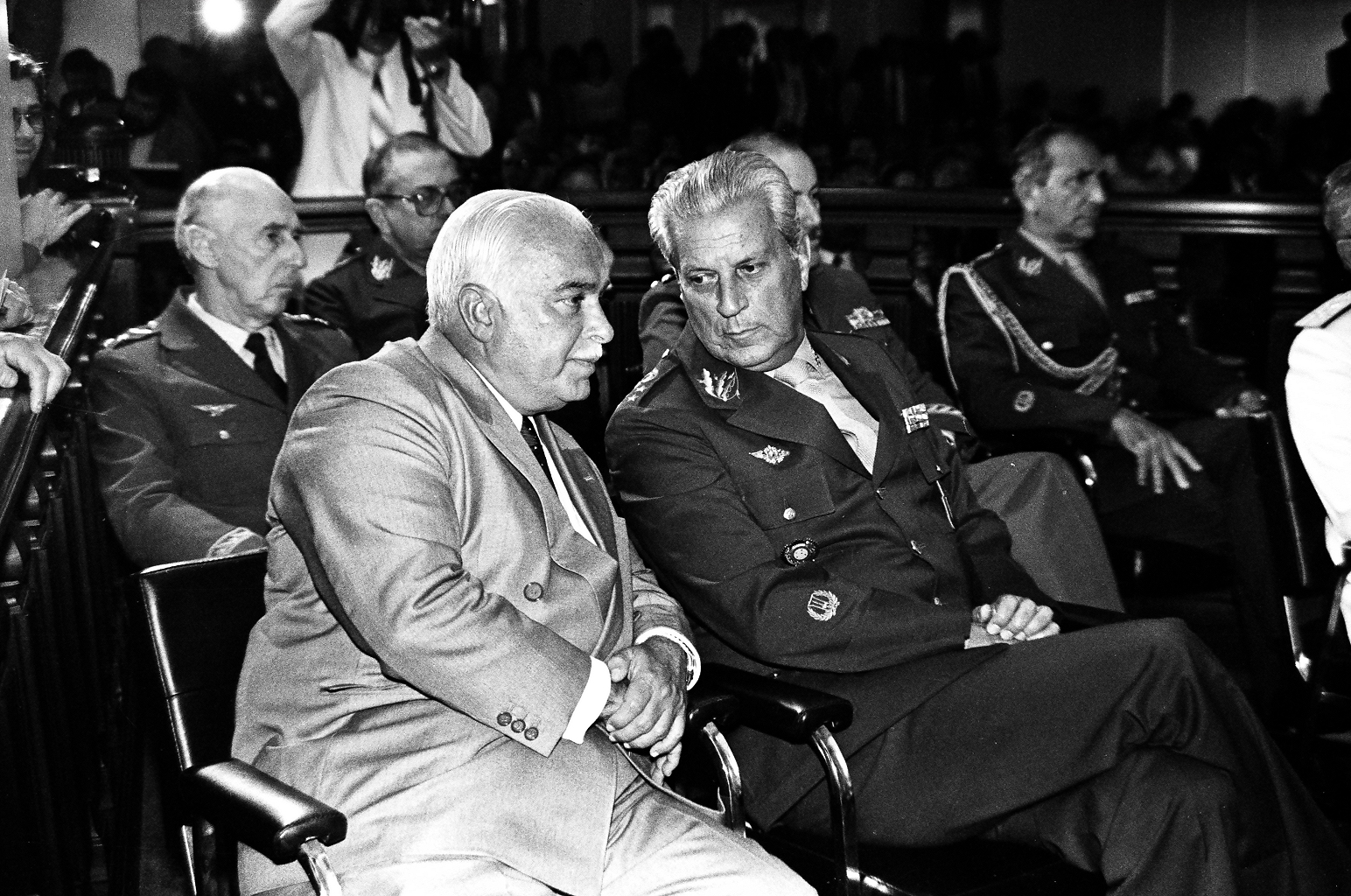
Leônidas com Antônio Carlos Magalhães, então ministro das Comunicações.

Em julho de 1985, compareceu ao Congresso Nacional para expor a política de segurança executada pelo seu ministério e, como qualquer funcionário do governo, submeter-se à prestação de contas sobre a aplicação do dinheiro do contribuinte. A presença, no plenário da Câmara, do comandante da maior e mais poderosa das três Forças Armadas, foi um marco dos novos tempos nas relações entre os poderes da República.
No mês seguinte, fez algumas restrições ao projeto do senador Itamar Franco, que garantia aos militares da reserva o direito de se manifestarem sobre assuntos políticos. De acordo com o Ministro, seria melhor que tivessem esse direito apenas os militares da reserva engajados em campanhas ou filiados a partidos políticos. No fim do ano de 1985, declarou-se contrário à realização de eleições diretas no ano seguinte.
A 21 de abril de 1987 foi agraciado com a Grã-Cruz da Ordem Militar de Avis de Portugal.
Num momento de grande efervescência política no país, e principalmente após a invasão da Companhia Siderúrgica Nacional, em Volta Redonda, em novembro de 1988, por tropas e carros blindados do Exército para acabar com um movimento grevista, que resultou na morte de três metalúrgicos, declarou que as Forças Armadas não conduziriam qualquer processo de ruptura da ordem democrática, porém não permitiriam também que outros o fizessem.
Ao longo de seu mandato, desenvolveu projetos como a FT-90 (Força Terrestre 1990), que permitiram a modernização do Exército Brasileiro, que dentre outras coisas adquiriu a sua Aviação. Em 15 de março de 1990, no fim do governo de José Sarney, deixou a pasta do Exército, sendo substituído pelo General Carlos Tinoco Ribeiro Gomes, indicado pelo novo presidente da República, Fernando Collor de Mello.

## Aposentadoria e morte
Afastado da vida pública, abriu em outubro de 1991, no Rio de Janeiro, um escritório no qual passou a desenvolver atividades econômico-financeiras do seu interesse pessoal.
Tornou-se também membro correspondente do centro de estudos estratégicos da Escola Superior de Guerra, membro da Associação Promotora de Estudos Econômicos e conselheiro do Conselho de Estratégia da Associação Comercial do Rio de Janeiro.
Depoimento prestado por ele ao Centro de Pesquisa e Documentação de História Contemporânea do Brasil da Fundação Getúlio Vargas, entre janeiro e março de 1992, veio a integrar a trilogia composta pelos livros: Visões do golpe — a memória militar sobre 1964; Os anos de chumbo — a memória militar sobre a repressão e A volta aos quartéis — a memória militar sobre a abertura. Essa trilogia foi organizada pelos pesquisadores Maria Celina D’Araújo, Gláucio Ari Dillon Soares e Celso Castro, sendo lançada em 1994-1995.
O General Leônidas nunca deixou de dar seu testemunho sobre os episódios que viveu. Em entrevista ao jornal Folha de S. Paulo, em março de 2014, Leônidas afirmou que o Exército nunca foi intruso na história do Brasil.
Morreu no Rio de Janeiro em 4 de junho de 2015.
O ex-presidente José Sarney afirmou na ocasião que "a participação de Leônidas na transição democrática foi decisiva e a ele se deve grande parte da extinção do militarismo — a agregação do poder militar ao poder político — no Brasil. Ele deu suporte a que transição fosse feita com as Forças Armadas e não contra as Forças Armadas. Pacificou o Exército e assegurou e garantiu o poder civil. Reconduziu os militares aos seus deveres profissionais, defendendo a implantação do regime democrático que floresceu depois de 1985".
Seu velório ocorreu no Palácio Duque de Caxias, sede do Comando Militar do Leste. Diversas autoridades compareceram, sendo destacado seu papel relevante no retorno à democracia e na modernização da Força Terrestre. Foi sepultado no Cemitério do Caju, no Rio de Janeiro.
Foi casado com Dóris Pires Gonçalves, com quem teve dois filhos, quatro netos e sete bisnetos.

## Homenagem
A turma de alunos que ingressou na Escola Preparatória de Cadetes do Exército em 2024 e que será declarada Aspirante a Oficial na Academia Militar das Agulhas Negras em 2028, foi denominada Turma General Leônidas Pires Gonçalves, em sua homenagem.